# Parlamentswahl in Italien 1886
- Estrema
Sinistra: 45
- SD: 26
- Sinistra: 292
- PLC: 145

Die Parlamentswahl in Italien 1886 fand am 23. Mai und am 30. Mai 1886 statt.
Die Legislaturperiode des gewählten Parlaments dauerte vom 10. Juni 1886 bis zum 22. Oktober 1890.

## Ergebnisse
2.420.327 Personen (8,1 % der Bevölkerung) besaßen das Wahlrecht. Davon beteiligten sich 1.415.801 (58,5 %) an der Wahl.
| Partei                          | Anzahl der Stimmen | %      | Mandate |
| ------------------------------- | ------------------ | ------ | ------- |
| Historische Linke               | 1.391.688          | 57,5 % | 292     |
| Partito Liberale Costituzionale | 675.271            | 27,9 % | 145     |
| Partito della Democrazia        | 212.989            | 8,8 %  | 45      |
| La Pentarchia                   | 123.437            | 5,1 %  | 26      |
| Insgesamt                       | 1.415.801          | 100    | 508     |